# Petar IV Zrinski
Grof Petar IV Zrinski (Vrbovec, 6. jun 1621. – Bečko Novo Mesto, 30. april 1671) je bio ban kraljevina Hrvatske и Slavonije, vojskovođa i pesnik.

## Život
Petar Zrinski se rodio 6. juna 1621. u Vrbovcu, mestu istočno od Zagreba, a umro 30. aprila 1671. godine u Bečkom Novom Mestu. Otac mu je bio hrvatski ban Juraj V Zrinski, a majka grofica Magdalena Sehi. Bio je praunuk Nikole Šubića Zrinskog, sigetskog junaka, a unuk Jurja IV Zrinskog, koji je dao štampanu prvu hrvatsku knjigu na kajkavskom narečju „Decretum tripartitum“ u Nedelišću kraj Čakovca 1574. godine.
Kad je Petar imao samo pet i po godina, njegov otac je preminuo u austrijskom vojnom taboru u Požunu (današnji glavni grad Slovačke — Bratislava), učestvujući u Tridesetogodišnjem ratu. Prema nekim istorijskim izvorima, nakon verbalnog razmimoilaženja habsburški general Valenštajn je dao da ga otruju.
Petar se školovao, zajedno sa bratom Nikolom, najpre kod zagrebačkog biskupa Petra Domitrovića, zatim u Ugarskoj i Austriji, a neko vreme je boravio i u Italiji. Nakon toga je pretežno živeo u dvorcu porodice Zrinski u Čakovcu (Međimurska županija) i u Ozlju.
Godine 1643. oženio se groficom Katarinom Zrinski, polusestrom Frana Krste Frankopana. Imali su četvoro dece, Jelenu (rođenu 1643), Ivana Antuna (rođenog 1651), Juditu Petronelu i Zoru Veroniku.
Nakon smrti starijeg brata Nikole krajem 1664, Petar Zrinski je 1665. godine imenovan za hrvatskog bana, ali je službeno preuzeo dužnost tek 1668. godine zbog raznoraznih političkih kalkulacija bečkog dvora.
Petar je takođe, poput starijeg brata, bio veliki ratnik, koji se proslavio u mnogim bitkama, a naročito kada je sa 300 hrvatskih ratnika razbio Deli-pašu Badanjkovića i njegovih 1.400 vojnika, i kada je sa svojih 2.500 ratnika razbio Ali-pašu Čengića i njegovih 10.000 vojnika. Koliko je bio sjajan ratnik i veliki junak, najbolje govori podatak da je kralj nazvao Petra „štitom hrišćanstva i strašilom Turaka“.
Petar Zrinski je bio i pesnik, a 1660. godine je sa mađarskog jezika preveo i u Mlecima izdao poznati spev svog brata Nikole Zrinskog Čakovečkog „Sirena Jadranskoga mora“.

## Породично стабло
|  |                     |  |  |  |  |  |  |  |  |  |  |  |  |  |  |  |
|  | 2. Јурај Зрински    |  |  |  |  |  |  |  |  |  |  |  |  |  |  |  |
|  |                     |  |  |  |  |  |  |  |  |  |  |  |  |  |  |  |
|  |                     |  |  |  |  |  |  |  |  |  |  |  |  |  |  |  |
|  | 1. Petar IV Zrinski |  |  |  |  |  |  |  |  |  |  |  |  |  |  |  |
|  |                     |  |  |  |  |  |  |  |  |  |  |  |  |  |  |  |
|  |                     |  |  |  |  |  |  |  |  |  |  |  |  |  |  |  |
|  | 3.                  |  |  |  |  |  |  |  |  |  |  |  |  |  |  |  |
|  |                     |  |  |  |  |  |  |  |  |  |  |  |  |  |  |  |
|  |                     |  |  |  |  |  |  |  |  |  |  |  |  |  |  |  |